# 마리 자치 소비에트 사회주의 공화국

마리 자치 소비에트 사회주의 공화국의 기

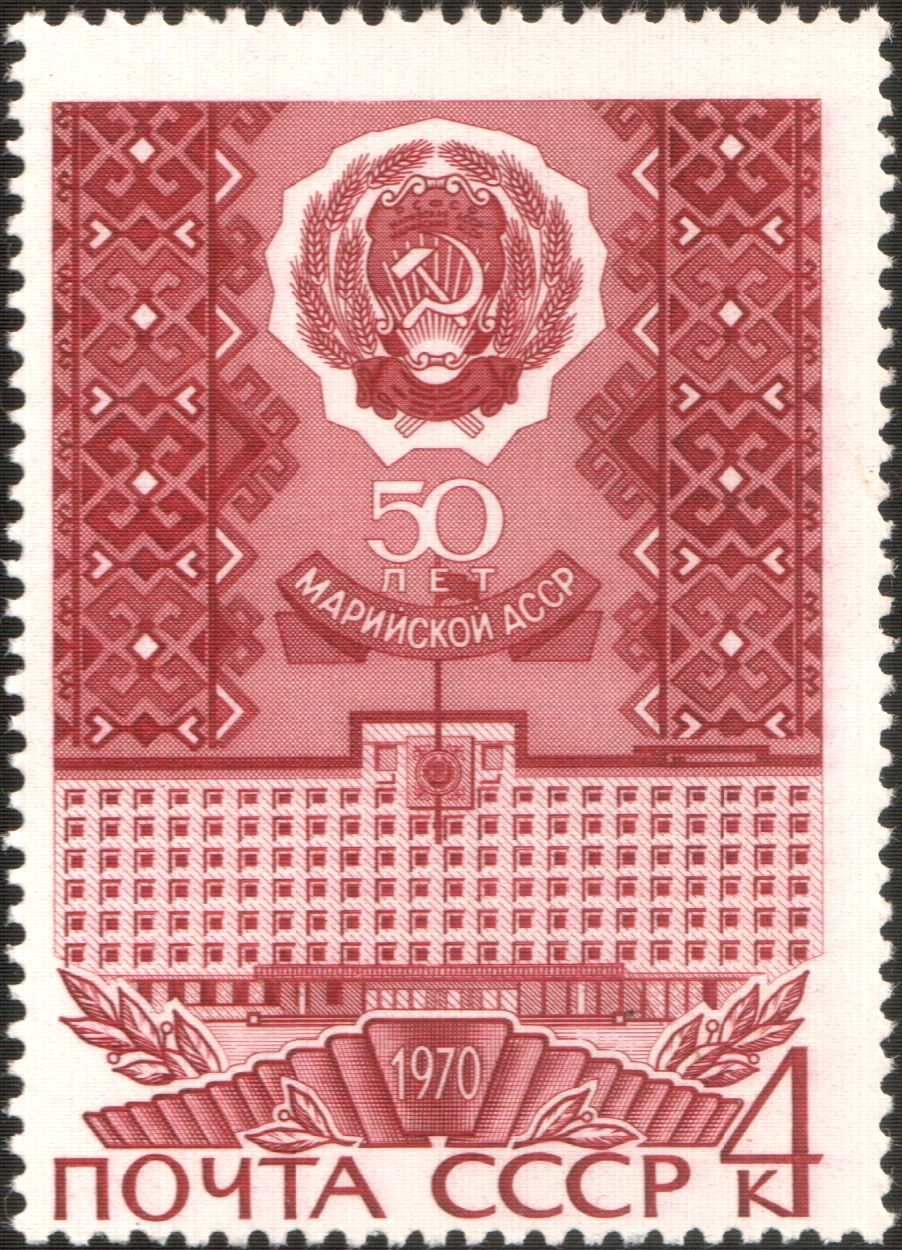
마리ACCP 성립 50주년 기념 우표

마리 자치 소비에트 사회주의 공화국(러시아어:Марийская Автономная Советская Социалистическая Республика / MACCP)은 1936년 12월 5일부터 1990년 10월 22일 러시아 소비에트 연방 사회주의 공화국의 관할에 있는 자치공화국이었다. 수도는 요시카르올라였고 면적은 23,200км²이였고 인구는 691,000명(1973년)이였고 민족구성은 러시아인 46.9% 마리인 43.6% 타타르인 5.8% 추바시인 1.3% 우크라이나인 0.7% 기타 1.7%(1970년)이었다.

## 같이 보기
- 소련
- 마리엘 공화국
- 마리인
- 자치공화국